# Arthur Dorward (Offizier)
Sir Arthur Robert Ford Dorward, KCB, DSO, FLS (* 13. Juli 1848 in Ootacamund, Präsidentschaft Madras, Britisch-Indien; † 25. März 1934 in Palma, Mallorca) war ein britischer Offizier der British Army, der als Generalmajor zwischen 1903 und 1905 Oberkommandierender der Truppen in den Niederlassungen an der Meeresstraße (General Officer Commanding-in-Chief, Straits Settlements) war.

## Leben
Arthur Robert Ford Dorward, Sohn des Kolonialbeamten James Dorward und dessen Charlotte Matilda Ford, begann nach dem Besuch der 1128 gegründeten Royal High School in Edinburgh und des renommierten Cheltenham College als Gentleman Cadet eine Offiziersausbildung an der Royal Military Academy. Nach deren Abschluss wurde ihm am 15. Juli 1868 der vorübergehende Dienstgrad (Temporary Rank) eines Leutnant (Second Lieutenant) verliehen. Er wurde zum Corps of Royal Engineers versetzt und am 21. Oktober 1870 als Berufssoldat (Permanent Commission) mit Wirkung zum 15. Juli 1868 übernommen. Am 1. Mai 1881 erfolge seine Beförderung zum Hauptmann (Captain). Für seinen Einsatz während der Eroberung von Oberburma wurde ihm am 25. November 1886 der Distinguished Service Order (DSO) verliehen.
Dorward wurde am 1. Oktober 1887 zum Major befördert und übernahm am 25. November 1887 im Brevet-Rang eines Majors den Posten als Kommandeur der Royal Engineers der Expeditionsstreitkräfte in Burma (Burma Expeditionary Force). Als Oberst im Stab der Royal Engineers wurde er am 23. Mai 1900 Companion des Order of the Bath (CB), Für seine Verdienste im Boxeraufstand, der von Herbst 1899 bis 7. September 1901 in Nordchina und mit dem Sieg der Vereinigten acht Staaten endete, wurde er am 24. Juli 1901 zum Knight Commander des Order of the Bath (KCB) geschlagen und führte seither den Namenszusatz „Sir“.
Am 4. September 1901 wurde Sir Arthur Robert Ford Dorward als Generalmajor (Major-General) Kommissar (Commissioner) in Weihai. Im Anschluss übernahm er im Januar 1903 den Posten als Oberkommandierender der Truppen in den Niederlassungen an der Meeresstraße (General Officer Commanding-in-Chief, Straits Settlements) und behielt diesen bis November 1905. Er war ferner Fellow der Linnean Society of London (FLS).